# Polyzonus
Polyzonus (лат.) — род жесткокрылых насекомых из трибы Callichromatini подсемейства настоящих усачей семейства усачей. В России представлен единственным видом — Polyzonus fasciatus (Fabricius, 1781).

## Распространение
Основной ареал сосредоточен в Индо-Малайской области. В Юго-Восточной Азии обитает более 10 видов, и 1 вид зарегистрирован на юго-востоке Северной Азии.

## Описание
Имаго имеют вытянутое цилиндрическое тело. Усики чуть заходят за вершину надкрылий. Переднеспинка на боках с острым небольшим бугорком, в крупной пунктировке, диск выпуклый. Надкрылья выпуклые, в мелкой плотной пунктировке, с широкими светлыми перевязями. Куколка характеризуется полукольцевидным или кольцевидным расположением шипиков на тергитах брюшка, что отличает её от куколок других родов в трибе.

## Биология
Личинки развиваются в древесине лиственных кустарников и деревьев.

## Классификация
В составе рода 4 подрода со следующими видами:
Подрод Parapolyzonus Bentanachs, 2012:
- Polyzonus bentanachsi Vives, 2009
- Polyzonus copei (Vives, Bentanachs & Chew Kea Foo, 2009)
- Polyzonus drumonti Bentanachs, 2010
- Polyzonus prasinus (White, 1853)
- Polyzonus schmidti Schwarzer, 1926
- Polyzonus trocolii Bentanachs, 2012

Подрод Polyzonides Podaný, 1980:
- Polyzonus obtusus Bates, 1879

Подрод Polyzonus Laporte de Castelnau, 1840:
- Polyzonus auroviridis Gressitt, 1942
- Polyzonus balachowskii Gressitt & Rondon, 1970
- Polyzonus barclayi Skale, 2018
- Polyzonus bizonatus White, 1853
- Polyzonus brevipes Gahan, 1906
- Polyzonus cambodgensis Skale, 2020
- Polyzonus dembickyi Skale, 2020
- Polyzonus dohertyi Jordan, 1894
- Polyzonus fasciatus (Fabricius, 1781)typus
- Polyzonus fucosahenus Gressitt & Rondon, 1970
- Polyzonus geiseri Skale, 2018
- Polyzonus gerstmeieri Skale, 2019
- Polyzonus haraldi Skale, 2020
- Polyzonus hartmanni Skale, 2018
- Polyzonus hongthaiphami Skale, 2020
- Polyzonus inae Skale, 2018
- Polyzonus jaechi Skale, 2018
- Polyzonus laurae Fairmaire, 1887
- Polyzonus pakxensis Gressitt & Rondon, 1970
- Polyzonus roberti Skale, 2020
- Polyzonus saigonensis Bates, 1879
- Polyzonus schawalleri Skale, 2018
- Polyzonus sinensis (Hope, 1841)
- Polyzonus subtruncatus (Bates, 1879)
- Polyzonus tichyi Skale, 2018
- Polyzonus violaceus Plavilstshikov, 1933
- Polyzonus weigeli Skale, 2019

Подрод Striatopolyzonus Bentanachs, 2012
- Polyzonus flavocinctus Gahan, 1895
- Polyzonus hefferni Vives, Bentanach & Chew Kea Foo, 2008
- Polyzonus luteonotatus (Pic, 1928)
- Polyzonus nitidicollis Pic, 1932
- Polyzonus tetraspilotus (Hope, 1835)
- Polyzonus tonkinensis Vives & Pham, 2017

Неклассифицированные виды:
- Polyzonus bhumiboli Skale, 2018
- Polyzonus celinae Skale, 2018
- Polyzonus democraticus Lameere, 1890
- Polyzonus fetschi Skale & Pham, 2023
- Polyzonus hongphuci Skale & Pham, 2023
- Polyzonus jaegeri Skale, 2018
- Polyzonus jakli (Bentanachs & Drouin, 2013)
- Polyzonus latefasciatus Hüdepohl, 1998